# Rolland Dion
Pour l’article homonyme, voir Dion.
Rolland Dion (né le 5 juillet 1938 - mort le 4 juin 2011) fut un homme d'affaires et homme politique fédéral et municipal du Québec.

## Biographie
Né à Saint-Raymond dans la région de la Capitale-Nationale, M. Dion devient député du Parti libéral du Canada dans la circonscription fédérale de Portneuf en 1979. Réélu en 1980, il fut défait en 1984 par le progressiste-conservateur Marc Ferland.
Durant son passage à la Chambre des communes, il est secrétaire parlementaire du ministre d'État chargé du Développement économique en 1983 et du ministre chargé des Sciences et de la Technologie et du ministre d'État chargé du Développement économique et régional de 1983 à 1984.
Il est maire de Saint-Raymond de 1973 à 1979 et de 2006 à 2011, date à laquelle il meurt en poste.